# NIC-61
La NIC-61  es una importante carretera nacional clasificada como colectora secundaria en Nicaragua. Esta vía comienza en el Sur en la NIC-9 en Boaco, Departamento de Boaco y culmina en el Norte en la NIC-21A en El Barro, departamento de Boaco.

## Extensión
Con una extensión de 23,74 millas (38,2 km), la NIC-61 juega un rol clave en la conectividad y transporte de la región.